# Kunova
Kunova je jednou ze třiceti vesnic, které tvoří občinu Gornja Radgona ve Slovinsku. V roce 2024 žilo ve vesnici 152 obyvatel.

## Poloha
Nachází se v Pomurském regionu na severovýchodě Slovinska. Celková rozloha vesnice je 3,1 km² a rozkládá se v nadmořské výšce zhruba od 215 do 290 m. Na jihovýchodním okraji území vsi byla vytvořena vodní nádrž, která je nazývána Negovsko jezero. Vesnice leží přibližně 13,5 km jihojihozápadně od vsi Gornja Radgona, střediskového centra občiny.
Sousedními vesnicemi jsou: Gornji Ivanjci na severu a východě, Ivanjski Vrh na jihovýchodě, Cogetinci na jihu, Osek na jihozápadě a Negova na západě.